# Alfred Lapointe
Alfred Lapointe, né Godard le 9 avril 1835 à Sainte-Thérèse et décédé le 30 octobre 1915, était un homme politique québécois.

## Biographie
Né dans les Basses-Laurentides en 1835, Alfred Lapointe fait ses études au Collège de Sainte-Thérèse. Il est cultivateur et propriétaire de moulins à bois et à farine, ainsi que juge de paix et commissaire au Tribunal des petites causes. Il est maire de Sainte-Justine-de-Newton dans la presqu'île de Vaudreuil-Soulanges à trois reprises, soit en 1876, entre 1881 et 1885, ainsi qu'entre 1903 et 1906.
Il devient député conservateur de la circonscription de Vaudreuil à l'Assemblée législative du Québec lors d'une élection partielle en 1884. Il est réélu à l'élection générale de 1886 mais est défait en 1890 par le libéral Émery Lalonde (fils). Il se présente à l'élection fédérale canadienne de 1900 dans la circonscription de Vaudreuil sans succès. Il décède le 30 octobre 1915 à Verner (Ontario).